# Anarchy in the U.K.
Anarchy in the U.K. je píseň punkové kapely Sex Pistols z alba Never Mind the Bollocks, Here's the Sex Pistols z roku 1977. Jako singl vyšla píseň již v roce 1976. Anarchy in the U.K. je nejpopulárnější skladbou skupiny a punku vůbec.